# 문승유
문승유(승유, 1996년 4월 4일 ~ )는 대한민국의 배우이다.

## 학력
- 서울공연예술고등학교 실용음악과(졸업)
- 서울예술대학 연기과(졸업)

## 드라마
- 2018년 CJ온스타일《자취 방》- 박혜진 역
- 2019년 유튜브《이상한 여자》
- 2021년 KBS1 일일드라마 《속아도 꿈결》 - 유리 역
- 2022년 MBC 금토드라마 《금수저》- 이승아 역
- 2023년 KBS2 월화드라마 《가슴이 뛴다》 - 로즈 역
- 2024년 MBC 금토드라마 《밤에 피는 꽃》 - 어린 여화 역
- 2024년 TVN 월화드라마 《웨딩 임파서블》 - 나수정 역

## 영화
- 2018년 검은꽃
- 2018년 버튼
- 2021년 미드나이트

## 방송
- 2017년 JTBC 《믹스나인》

## 광고
- 2014년 코어마스터즈 - 소프트빅뱅
- 2017년 바세린
- 2017년 피키캐스트
- 2018년 임블리 - 부건애프앤씨
- 2018년 로레알